# Georges Duby

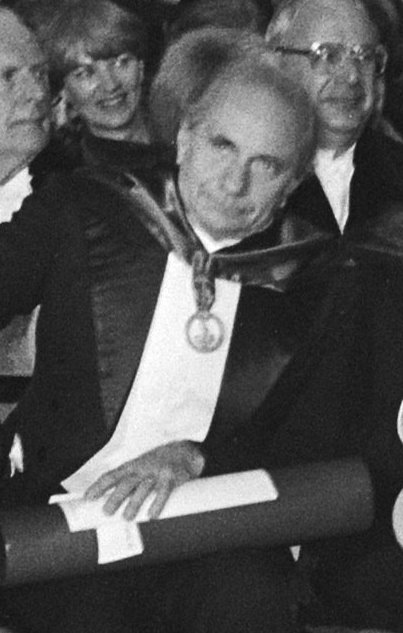
Georges Duby (1980)

Georges Michel Claude Duby (ur. 7 października 1919 w Paryżu, zm. 3 grudnia 1996 koło Aix-en-Provence) – francuski historyk mediewista, przedstawiciel tzw. drugiej generacji szkoły Annales, członek Akademii Francuskiej.

## Życiorys
Był jedynakiem. Wczesne dzieciństwo spędził w Paryżu. Uczył się w liceum w Mâcon. Od 1937 studiował na Faculté des Lettres w Lyonie. Poza historycznym, uzyskał też wykształcenie geograficzne oraz w dziedzinie literatury klasycznej. W 1940 wcielono go do Chantiers de la jeunesse française. Ukończył studia w 1942, zdając egzaminy nauczycielskie. W latach 40. i z początkiem lat 50. pracował jako asystent na uczelniach w Lyonie i w Besançon. 
W 1953 opublikował swoją dysertację pt. La Société aux XIe et XIIe siècles dans la région mâconnaise. Od 1951 był zatrudniony na Uniwersytecie Marseilles-Aix-en-Provence. Był następnie profesorem Collège de France od 1970. Tam wykładał historię do przejścia na emeryturę w 1991 lub 1992. 
W 1962 wydał pracę pt. L’Économie rurale et la vie des campagnes dans l’Occident médiéval, stanowiącą obszerne dzieło historii ekonomicznej, traktujące o dziejach gospodarczych Europy od IX do XIV wieku. W zbliżonej tematyce utrzymane zostało monumentalne Guerriers et paysans, VII-XIIe siecle, wydane w 1973, które wykorzystywane było na wielu uczelniach, m.in. w Stanach Zjednoczonych, jako podręcznik ekonomii wczesnośredniowiecznej. Za książkę tę otrzymał Nagrodę im. Paula Valéry'ego. Był autorem kilku głośnych prac antropologiczno-historycznych nt. małżeństwa w średniowieczu. Wraz z Philippe Arièsem był redaktorem naczelnym monumentalnej serii wydawniczej Historia życia prywatnego (Histoire de la vie privée). Z kolei wraz z Michelle Perrot współredagował wielotomową pracę nt. historii kobiet, pt. Histoire des femmes en Occident. Do innych znaczących dzieł Duby'ego należą m.in. monografia bitwy pod Bouvines i biografia Wilhelma Marshala. Skupiał się także na zagadnieniach historii sztuki, historii mentalności (np. w głośniej i często tłumaczonej pracy pt. Rok tysięczny) oraz metodologii historii. Był współtwórcą i redaktorem czasopisma "Etudes rurales". Publikował m.in. w piśmie "Annales".
W 1987 został wybrany do Akademii Francuskiej. Był honorowym prezesem Société d'édition de programmes de télévision (SEPT). Występował we francuskich programach telewizyjnych i radiowych w roli eksperta ds. historii. W 1990 roku Katolicki Uniwersytet Lubelski przyznał mu tytuł doktora honoris causa. Był członkiem Akademii Inskrypcji i Literatury Pięknej. Opublikował łącznie około 400 prac naukowych. Był Komandorem Orderu Legii Honorowej. W 1992 (lub 1991) opublikował autobiograficzną książkę-esej pt. L'histoire continue.
Był żonaty, miał troje dzieci.

## Tłumaczenia prac na j. polski
- (z Robertem Mandrou) Historia kultury francuskiej. Wiek X-XX, Wyd I: Warszawa 1965, PIW, wyd II: Warszawa 1967, PWN (Histoire de la civilisation française Moyen Âge - XX siècle 1958)
- Rok Tysięczny, Warszawa 1997, Oficyna Wydawnicza Volumen koedycja z Wydawnictwem Bellona, seria Nowa Marianna, ISBN 83-86857-79-X (L’an mil 1967)
- Bitwa pod Bouvines. Niedziela 27 lipca 1214, Warszawa 1988, Państwowy Instytut Wydawniczy, ISBN 83-06-01478-2 (Le Dimanche de Bouvines. 27 juillet 1214 1973)
- Czasy katedr. Sztuka i społeczeństwo 980-1420, Wyd I: Warszawa 1986, Państwowy Instytut Wydawniczy, Wyd II i III i IV: Warszawa 1997, 2002, 2006 Wydawnictwo Cyklady (Le temps des cathédrales, l’Art et la Société, 980-1420, 1976)
- Rycerz, kobieta i ksiądz. Małżeństwo w feudalnej Francji, Warszawa 1986, Państwowy Instytut Wydawniczy, ISBN 83-06-01193-7 (Le Chevalier, la Femme et le Prêtre. Le mariage dans la société féodale 1981)
- (red. t. 1-5 z Philippe'em Ariès) Historia życia prywatnego, Wrocław 1999, 2006, Zakład Narodowy im. Ossolińskich (Histoire de la vie privée 1985-1986-1987)
- Wspólne pasje. Georges Duby, Bronisław Geremek, rozmowę przeprowadził Philippe Sainteny, Warszawa 1995, Wydawnictwo Naukowe PWN, ISBN 83-01-11855-5 (Passions communes, en collaboration avec Bronislaw Geremek et Philippe Sainteny 1992)
- Damy XII wieku, Warszawa 2000, Spółdzielnia Wydawnicza Czytelnik, ISBN 83-07-02742-X (Dames du XIIe siècle 1995)
- Atlas historii świata, Warszawa 2010, Wydawnictwo RM (Atlas Historique 2007)[5]